# Physocephala albotomentosa
Physocephala albotomentosa är en tvåvingeart som beskrevs av Krober 1915. Physocephala albotomentosa ingår i släktet Physocephala och familjen stekelflugor. Inga underarter finns listade i Catalogue of Life.